# Professional Adventure Writer
Professional Adventure Writer або PAW (іноді називається PAWS для Professional Adventure Writing System) це програма для створення текстових пригодницьких ігор з ілюстраціями. Тім Гілбертс, Грем Єндл і Філ Вейд створили її на основі ранішої системи Єндла під назвою The Quill.
PAW був опублікований Gilsoft у 1987 році і швидко завоював вірних прихильників. PAW був кращий за The Quill у кілька способів. Зокрема, аналізатор текстового вводу був розумний, тобто вхідні дані більше не обмежувалися конструкціями дієсліво іменник (наприклад, «GO WEST; TAKE LAMP» — «ЙДИ ЗАХІД; ВІЗЬМИ ЛАМПА»). PAW також підтримував NPC, різні набори символів і повне використання пам'яті 128K ZX Spectrum. Однак, на відміну від The Quill, PAW більше не підтримував інші комп'ютерні системи: BBC Micro або Commodore 64. За допомогою PAW було написано понад 400 ігор.
Щоб забезпечити використання якомога більшої кількості тексту, PAWS стискає описи, замінюючи найпоширеніші літерні комбінації токенами, використовуючи символи більше 127 (в Spectrum використовуються для зберігання токенів BASIC).
У 2001 році Дуглас Хартер створив WinPAW. Здатний читати пригоди, написані в PAW, WinPAW працював під MS-Windows і мав кілька розширень до оригіналу. У пригоди, створені в WinPAW, можна було грати лише за допомогою середовища виконання MS Windows. У 2009 році була випущена перша версія InPAWS. Вона дозволила видобувати пригоди PAW, редагувати їх або створювати з нуля та записувати у базу даних для PAW для Amstrad CPC або ZX Spectrum. Таким чином, стало можливим переносити пригоди PAW між системами.
Грем Єндл також випустив оновлену версію PAW для CP/M що працює під MS-DOS і назвав її PC Adventure Writer.